# ГЕС Луншоу II
ГЕС Лонгшоу II (龙首二级水电站) — гідроелектростанція у північній частині Китаю в провінції Ганьсу. Знаходячись після ГЕС Сяогушань, входить до складу каскаду на річці Жошуй (Хейхе), котра стікає до безсточного басейну на північ від гір Наньшань.
В межах проекту річку перекрили кам’яно-накидною греблею із бетонним облицюванням висотою 147 метрів та довжиною 191 метр. Вона утримує водосховище з об’ємом 273,3 млн м3 та припустимим коливанням рівня поверхні у операційному режимі між позначками 1908 та 1920 метрів НРМ (під час повені рівень може зростати до 193 метра НРМ, а об’єм – до 91,4 млн м3).
Зі сховища через лівобережний гірський масив прокладено дериваційний тунель довжиною 1,8 км. Він транспортує ресурс для чотирьох турбін типу Френсіс – трьох потужністю по 45 МВт та однієї з показником у 22 МВт. Вони використовують напір від 138 до 164 метрів (номінальний напір 150 метрів) та забезпечують виробництво 528 млн кВт-год електроенергії на рік. 
Видача продукції відбувається по ЛЕП, розрахованій на роботу під напругою 110 кВ.